# Gusztáv Adolf Gimnázium
A Gusztáv Adolf Gimnázium (észtül: Gustav Adolfi Gümnaasium) észt középfokú oktatási intézmény. Egyike Európa legrégibb gimnáziumainak, amelyet 1631-ben alapított II. Gusztáv Adolf svéd király. Tallinn óvárosában, a Suur-Kloostri utcában (Nagy-Kolostor utca) található. Az intézményben több mint ezer diák tanul. A gimnázium az orosz uralom idején I. Miklós cár nevét viselte, a szovjet időszakban pedig 1. sz. Tallinni Középiskola néven működött. Észtország függetlenségének visszaállítása után kapta vissza a Gusztáv Adolf nevet. Napjainkig 15 néven működött az iskola.

## Története
Már 1617-ben felmerült egy új iskola nyitásának gondolata. A Tallinni Városi Gyűlés és a Német Lovagrend megállapodott egy iskola létrehozásáról az egykori ciszterci kolostorban, amely a reformáció miatt egyébként is elveszítette eredeti funkcióját, és a város és a lovagrend közös tulajdonában volt. Az iskola létrehozása azonban a felek közötti viták miatt elmaradt.
Az iskolát végül Revali Gimnázium néven (latin nevén: Gymnasium Revaliense) II. Gusztáv Adolf svéd király támogatásával és jóváhagyásával alapították meg 1631. február 16-án, röviddel azután, hogy Livónia 1629-ben svéd fennhatóság alá került. Az iskolát a Szent Mihály ciszterci apácazárdához tartozó épületben nyitották meg, ahol eredetileg is tervezék. Az iskola hivatalos megnyitására 1631. június 6-án került sor. Az iskola felügyeletét a városi gyűlés négy tagjából és a lovagrend négy tagjából álló tanács felügyelte.
A gimnáziumban négy évfolyamos (prima, secunda, tertia és quarta) képzés folyt latin nyelven, ami elsősorban az egyetemi tanulmányokra való felkészítést szolgálta. Fő tantárgyak a retorika, a költészet, a latin és a görög nyelv, a héber nyelv, a matematika, a teológia és a történelem voltak. Az iskola első rektora Heinrich Vulpius (1632–1647) volt. 1633-ban Christoph Reusner nyomdát nyitott az iskolában, majd 1654-ben megalakult az iskola könyvtára. 1674–1683-ban a német zeneszerző, Johann Valentin Meder kántorként dolgozott a gimnáziumban, 1680-ban pedig hallgatók segítségével komponálta meg az első észtországi operát. Ugyancsak ebben a gimnáziumban oktatott Reiner Brockmann, akitől az első ismert észt nyelvű versek származnak.
1710-ben az északi háborúban Oroszország elfoglalta Észtországot. A háborús idők a gimnáziumi oktatásra is hátrányosan hatottak. 1716–1718 között az iskola épületében hadifoglyokat tartottak. Csak a nystadi béke után normalizálódott az oktatás.  Átalakult a tananyag is, amely sokkal gyakorlatiasabbá vált. 1740–1742-ben felújították az iskola épületét. Ezután, 1745-ben egy ötödik évfolyamot is bevezettek a gimnáziumban, amely azt a célt szolgálta, hogy a diákok elsajátítsák a cirill ábécét is. 1805-ben I. Sándor cár megreformálta az oktatást és az iskola 3. osztályú kormányzósági gimnáziummá vált. A latin helyett a német lett az oktatás nyelve. Ekkor a gimnáziumot háromévfolyamosra változtatták, majd 1861-ben hétévfolyamos, 1890-ben pedig nyolcévfolyamos lett. Az 1890-es átszervezés során az iskola I. Miklós cár nevét vette fel. Az 1890-es oroszosítási politika következményeként 1892-től az orosz lett az oktatás nyelve és diákok egymás közti német beszédét is tiltották, majd 1905-ben az orosz iskolai egyenruhát is bevezették. 1910-ben egy új emelettel bővítették az iskola épületét. 1912-ben kötelezővé tették az iskolában a katonai kiképzést.
Az első világháború kezdetén katonai kórházat nyitottak a gimnáziumban. A német csapatok 1917-es előretörése miatt az iskola orosz tanári karát Nyizsnyij Novgorodba evakuálták. A magukra maradt diákok szülei új iskola létrehozását kezdeményezték, így jött létre az I. Miklós Gimnázium és a Tallinni Sándor Gimnázium összevonásával a Tallinni Városi Fiúgimnázium (Tallinna Linna Poeglaste Gümnaasium), amely nyolcévfolyamos lett és bevezették az észt nyelv oktatását is. Tallinn 1918. február–augusztus közötti német megszállása alatt a porosz oktatási rendszert vezették be a gimnáziumban, és ekkor kapta először az iskola az alapító, Gusztáv Adolf nevét. 
Az 1918 novemberében elkezdődött észt szabadságharc ellehetetlenítette az oktatást. A német tanárok távoztak és a diákok egy része is a szabadságharcban vett részt. 1919. március 18-án nyitották újra az iskolát, és ekkor lett történetében először teljesen észt nyelvű iskola. Míg az általános iskolai oktatás Észtországban ingyenes volt, a középiskolák fizetősek voltak. Az igazgató Aleksis Kuusik lett. 1923-ban az iskola a Tallinni Városi Fiú Humángimnázium (Tallinna Linna Poeglaste Humanitaargümnasium) nevet kapta. Az iskolában erős nyelvoktatás volt. A német nyelv oktatása azonban háttérbe szorult, az első számú idegen nyelv az angol lett. Emellett francia, orosz és latin nyelvet tanítottak. Az iskola 1932-ben visszakapta az 1918-ban rövid ideig már használt Gusztáv Adolf nevet. Az 1930-as években a gimnáziumban már a szexuális felvilágosítás is a tananyag része volt.
Észtország 1940-es szovjet megszállása ismét jelentős változásokat hozott az iskola életében. Az 1919-ben kinevezett igazgató, Aleksisi Kuusik 1940. augusztus 19-én lemondott, helyét Karl Taev észt nyelv és irodalom szakos tanár vette át az iskola élén. Az iskolát a szovjet számozási rendszer szerint átnevezték, az új elnevezése Tallinni 1. sz. Középiskola lett. Eltörölték a tandíjakat, a szovjet ideológiai nevelés került a középpontba és orosz nyelvűvé alakították az oktatást. 1941. február 16-án Vassili Peetet nevezték ki igazgatónak, aki a kommunista ideológia támogatója volt.
Amikor 1941 őszén a német csapatok elfoglalták Tallinnt, Vassili Peet igazgatót a saját tanítványai végezték ki. A német megszállás alatt visszaállították a két világháború közötti észt oktatási rendszert, és a gimnázium újra fizetős lett. 1941–1944 között az iskola igazgatója ismét Aleksis Kuusik volt. Az oktatásban az első idegen nyelv a német, a második az angol volt. 1941. augusztus 28-tól az iskola épületében német katonák (vasúti utászok) és az Észt Légió egységei költöztek, emiatt a gimnáziumi oktatás más helyszíneken folytatódott. Az 1941–1942-es tanévet a Tartui sugárút 44. sz. alatti épületben, az 1942–1943-as oktatási évet a Sakala utca 51. szám alatti épületben töltötték, majd az 1943–1944-es tanév először a tallinni Reáliskolában, később Narvában, a Jakob Westholm Gimnázium épületeiben folyt. 1944. március 25-én a háborús események miatt beszüntették a tanítást, bár az már az Észtország elleni márciusi bombatámadások miatt március 11-től akadozott.
Miután a Vörös Hadsereg 1944. október 23-án ismét megszállta Észtországot, és a második világháború harcai véget értek Észtországban, a gimnázium visszaköltözött az eredeti tallinni épületébe. A háború után Helmi Jürgenstein lett az új igazgató.
1945-től az iskola 11 osztályos lett és 1. sz. Tallinni Középiskola lett a neve. Az iskolában csak észt nyelv oktatás folyt. 1950-től az addigi fiúiskolába már lányokat is felvettek. 1967-ben elemi szintű francianyelv-oktatás kezdődött, majd 1975-től speciális matematikai és fizikai osztályok is indultak.
1982-ben Ain Siimannt nevezték is az iskola igazgatójának. Ő az iskola eddigi történetében a leghosszabb ideig az intézmény élén álló vezetője, aki 23,5 évet töltött el igazgatóként.
Észtország függetlenségének visszaállítása után, 1991-től az iskola visszakapta a Gusztáv Adolf nevet. Az iskolában elkezdődött a svéd nyelv oktatása is. 1992-ben a svéd királyi pár is meglátogatta a gimnáziumot.